# Augustyn Michał Stefan Radziejowski
Augustyn Michał Stefan Radziejowski (Poznań, 3 dicembre 1645 – Danzica, 13 ottobre 1705) è stato un cardinale e arcivescovo cattolico polacco, arcivescovo di Gniezno e primate del Regno di Polonia (Confederazione delle Due Nazioni), principe vescovo di Varmia, politico e diplomatico polacco.

## Biografia
Nacque a Poznań il 3 dicembre 1645 da Hieronim Radziejowski e Eufrozyna Tarnowska .
Fu eletto vescovo di Varmia il 23 settembre 1680.
Papa Innocenzo XI lo elevò al rango di cardinale nel concistoro del 2 settembre 1686 e il 14 novembre 1689 ricevette il titolo di Santa Maria della Pace.
Il 17 maggio 1688 fu promosso arcivescovo di Gniezno, sede primaziale polacca.
Quando ascese al trono di Polonia Augusto II, gli si mostrò apertamente ostile, appoggiò contro di lui la Svezia luterana e il 17 febbraio 1705 fu sospeso da papa Clemente XI dal governo della diocesi e dai privilegi di primate.
Morì a Danzica il 13 ottobre 1705 all'età di 59 anni e fu sepolto nella cattedrale di Gniezno.

## Genealogia episcopale e successione apostolica
La genealogia episcopale è:
- Cardinale Scipione Rebiba
- Cardinale Giulio Antonio Santori
- Cardinale Girolamo Bernerio, O.P.
- Vescovo Claudio Rangoni
- Arcivescovo Wawrzyniec Gembicki
- Arcivescovo Jan Wężyk
- Vescovo Piotr Gembicki
- Vescovo Jan Gembicki
- Vescovo Bonawentura Madaliński
- Vescovo Jan Małachowski
- Cardinale Augustyn Michał Stefan Radziejowski

La successione apostolica è:
- Arcivescovo Konstantyn Józef Zieliński (1694)
- Vescovo Franciszek Mikołaj Prażmowski (1697)
- Vescovo Mikołaj Stanisław Święcicki (1697)